# Heinrich Gerlach (mineralogista)
Heinrich Gerlach (Madsfeld, 1822 – Längi, 1872) è stato un mineralogista tedesco.
Nel 1850 fu nominato direttore delle miniere di nichel e cobalto di Grimentz; Gerlach studiò approfonditamente tutti i giacimenti della regione e nel 1869 pubblicò l'opera Alpi Pennine.